# Diócesis de Perpiñán-Elna
La diócesis de Perpiñán-Elna (en latín: Dioecesis Elnensis y en francés: Diocèse de Perpignan-Elne) es una circunscripción eclesiástica de la Iglesia católica en Francia. Se trata de una diócesis latina, sufragánea de la arquidiócesis de Montpellier. Desde el 11 de abril de 2023 su obispo es Thierry Scherrer.

## Territorio y organización

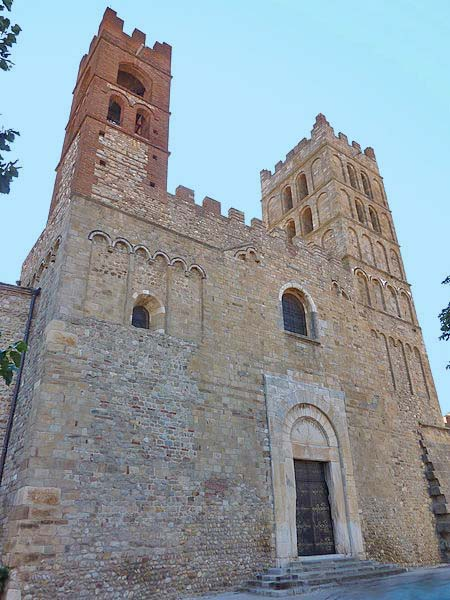
Concatedral de Santa Eulalia y Santa Julia, en Elna

La diócesis tiene 4116 km² y extiende su jurisdicción sobre los fieles católicos de rito latino residentes en el departamento de Pirineos Orientales en la región de Occitania.
La sede de la diócesis se encuentra en la ciudad de Perpiñán, en donde se halla la Catedral de San Juan Bautista. En Elna se encuentra la Concatedral de Santa Eulalia y Santa Julia.
En 2021 en la diócesis existían 231 parroquias.

## Historia
La diócesis de Elna fue erigida por los visigodos, dueños de la región de Septimania, en el siglo VI, obteniendo el territorio de la arquidiócesis de Narbona, de la que originalmente era sufragánea. El primer obispo conocido de Elna es Domnos, mencionado en 571 en la crónica de Jean de Biclair.
La diócesis incluía tres regiones, el Conflent, el Vallespir y el Rosellón, atravesadas por las cuencas de los ríos Têt y Tec. Estas delimitaciones aparecen en un documento del siglo X. Las tres regiones que constituían el territorio de la diócesis aparecieron como arcedianatos en el siglo XI.
El fin de los visigodos, la invasión musulmana y luego la ocupación de los francos abrieron un largo período de oscuridad para Septimania y la diócesis. Sólo a partir del siglo IX se encuentran informaciones más ciertas sobre la diócesis y también la serie episcopal se vuelve más continua, especialmente a partir del obispo Audesindo (856-885).
No se sabe nada de la catedral visigoda y poco se sabe de la catedral carolingia. Fue reconstruida, o quizás más simplemente restaurada, a finales del siglo IX y consagrada el 1 de septiembre de 917. La actual concatedral de Elna se construyó a partir del siglo XI; una placa en el interior del edificio da fe de la consagración del altar mayor en 1069. Sin embargo, la construcción continuó en los siglos XII y XIII.
El 23 de julio de 1511, el papa Julio II eliminó la diócesis de la provincia eclesiástica de Narbona y la sometió inmediatamente a la Santa Sede. El arzobispo de Narbona protestó contra esta decisión y el 22 de enero de 1518 el papa León X revocó la decisión de su predecesor. Sin embargo, el emperador Carlos V impidió la ejecución de la bula de León X y desde este momento la diócesis de Elna quedó exenta de la jurisdicción de los metropolitanos de Narbona. Esta situación no duró mucho. De hecho, el Concilio de Trento decidió que los obispos "independientes" debían unirse al metropolitano más cercano. El obispo Lupe Martínez Lagunilla optó en 1564 por la sede metropolitana de Tarragona, elección confirmada por el papa Gregorio XIII con una bula enviada al obispo Pedro Mártir Coma (1569-1578).
A partir del siglo XIII la cercana ciudad de Perpiñán había ido ganando importancia, desde el punto de vista civil, económico y político. Los obispos también comenzaron a residir cada vez más a menudo en la nueva ciudad. El 1 de septiembre de 1601, en virtud de la bula Superna dispositione del papa Clemente VIII, se ratificó oficialmente el traslado de la sede episcopal de Elna a Perpiñán, donde se erigió como catedral la iglesia de San Juan Bautista, construida en el siglo XIV. Mientras residían en Perpiñán, los obispos continuaron llevando el título único de Elne hasta la Revolución francesa.
En 1659, como consecuencia del Tratado de los Pirineos, el territorio pasa de la soberanía de España a la de Francia y la diócesis pasó a formar parte de la provincia eclesiástica de la arquidiócesis de Narbona.
A raíz del concordato, con la bula Qui Christi Domini del papa Pío VII del 29 de noviembre de 1801, la diócesis fue suprimida y su territorio unido al de la diócesis de Carcasona.
En junio de 1817 se estipuló un nuevo concordato entre la Santa Sede y el gobierno francés, al que siguió el 27 de julio la bula Commissa divinitus, con la que el papa restauró la sede Elnensis. Sin embargo, dado que el concordato no entró en vigor al no ser ratificado por el Parlamento de París, esta erección no tuvo efecto.
El 6 de octubre de 1822 la diócesis fue restablecida definitivamente con la bula Paternae caritatis del papa Pío VII, obteniendo el territorio, correspondiente al departamento de los Pirineos Orientales, de la diócesis de Carcasona. A partir de este momento pasó a ser sufragánea de la arquidiócesis de Albi y, si bien siguió manteniendo el nombre latino de Elnensis, en las lenguas vernáculas se llamó "diócesis de Perpignan" y más tarde "diócesis de Perpignan-Elne".
El 8 de diciembre de 2002, tras la reorganización de los distritos eclesiásticos franceses, cambió de provincia eclesiástica, pasando de la de Albi a la de Montpellier.

## Estadísticas
Según el Anuario Pontificio 2020 la diócesis tenía a fines de 2019 un total de 315 940 fieles bautizados.
| Año                                                                             | Población            | Población | Población      | Sacerdotes | Sacerdotes    | Sacerdotes    | Bautizados por sacerdote | Diáconos permanentes | Religiosos | Religiosos | Parroquias |
| Año                                                                             | Bautizados católicos | Total     | % de católicos | Total      | Clero secular | Clero regular | Bautizados por sacerdote | Diáconos permanentes | Varones    | Mujeres    | Parroquias |
| ------------------------------------------------------------------------------- | -------------------- | --------- | -------------- | ---------- | ------------- | ------------- | ------------------------ | -------------------- | ---------- | ---------- | ---------- |
| 1950                                                                            | 200 000              | 228 776   | 87.4           | 174        | 174           |               | 1149                     |                      | 30         | 317        | 223        |
| 1970                                                                            | 268 797              | 281 976   | 95.3           | 217        | 185           | 32            | 1238                     |                      | 32         | 245        | 252        |
| 1980                                                                            | 263 722              | 309 800   | 85.1           | 165        | 126           | 39            | 1598                     | 1                    | 58         | 250        | 248        |
| 1990                                                                            | 300 000              | 353 000   | 85.0           | 143        | 105           | 38            | 2097                     | 7                    | 54         | 202        | 253        |
| 1999                                                                            | 303 300              | 379 200   | 80.0           | 117        | 93            | 24            | 2592                     | 16                   | 40         | 142        | 252        |
| 2000                                                                            | 302 500              | 392 803   | 77.0           | 113        | 80            | 33            | 2676                     | 17                   | 50         | 127        | 253        |
| 2001                                                                            | 302 500              | 392 803   | 77.0           | 105        | 79            | 26            | 2880                     | 13                   | 35         | 136        | 253        |
| 2002                                                                            | 302 500              | 392 803   | 77.0           | 107        | 83            | 24            | 2827                     | 12                   | 33         | 128        | 253        |
| 2003                                                                            | 302 500              | 392 803   | 77.0           | 113        | 90            | 23            | 2676                     | 15                   | 30         | 118        | 253        |
| 2004                                                                            | 308 000              | 400 000   | 77.0           | 108        | 87            | 21            | 2851                     | 15                   | 27         | 109        | 251        |
| 2013                                                                            | 302 600              | 454 737   | 66.5           | 85         | 71            | 14            | 3560                     | 20                   | 14         | 65         | 231        |
| 2016                                                                            | 306 181              | 464 434   | 65.9           | 77         | 68            | 9             | 3976                     | 22                   | 9          | 54         | 231        |
| 2019                                                                            | 309 000              | 471 038   | 65.6           | 76         | 65            | 11            | 4065                     | 23                   | 59         | 48         | 231        |
| 2021                                                                            | 315 940              | 482 368   | 65.5           | 68         | 57            | 11            | 4646                     | 23                   | 12         | 55         | 231        |
| Fuente: Catholic-Hierarchy, que a su vez toma los datos del Anuario Pontificio. |                      |           |                |            |               |               |                          |                      |            |            |            |

## Episcopologio
- Domno † (mencionado en 571)
- Bennato † (mencionado en 589)
- Acatulo † (antes de 633-después de 638)
- Ilitarico † (mencionado en 656)
- Giacinto † (mencionado en 673)
- Claro † (mencionado en 683)
- Venederio † (mencionado en 788 o 791)
- Ramno † (mencionado en 821)[nota 3]
- Salomone † (antes de 832-después de 836)
- Audesindo † (antes de 856-después del 15 de agosto de 885)
- Riculfo I † (antes de 887-después del 9 de diciembre de 915 falleció)
- Elmerado † (1 de septiembre de 916-después de 917)
- Guadaldo d'Empuries-Rosselló † (antes de 922-947 falleció)
- Riculfo II † (antes del 27 de marzo de 947-después de 960)
- Suniario I † (antes de 968-después de 977)
- Ildesindo † (abril de 979-después de febrero de 991)
- Berengario I de Cerdanya-Besalú † (antes de 993-después de noviembre de 1000)
- Fredelon † (antes de 1004-después de 1005)
- Oliba de Besora † (antes de 1009-1013 falleció)
- Berengario II de Sendred de Gurb † (1013-1020 falleció)
- Berengario III † (mencionado en 1025)
- Suniario II † (mencionado en 1031 circa)
- Berengario IV † (antes de 1035-1053)
- Arnaldo † (circa 1054-después de 1061)
- Ramón I † (antes de 1064-1087 falleció)
- Artal I † (mayo de 1087-después de 1096)
- Armengol † (marzo de 1097-después de mayo de 1109)
- Pedro Bernardo † (antes de 1113-después de 1129)
- Udalgar de Castellnou † (1130-después de 1147)
- Artal II † (1148-después de 1169)
- Guillermo Jordán † (antes de junio de 1172-16 de agosto de 1186 falleció)
- Artal III † (mencionado en 1188)
- Guillem de Ceret † (1188-después de 1197)
- Artal IV † (antes de noviembre de 1200-5 de septiembre de 1201 falleció)
- Berenguer V † (mencionado en 1205)
- Guillem d'Ortafà † (antes de 1206-13 de abril de 1209 falleció)
- Ramón de Vilalonga † (antes de 1212-1216 falleció)
- Gualterio † (1217-después de mayo de 1221)
- Arnald de Serrallonga † (antes de 1223-después de 1224)
- Ramon III † (antes de abril de 1225-1229)
- Bernardo de Berga † (1230-después de 1245)
- Berenguer VI † (mencionado en abril de 1246)
- Bernardo de Argilaguers † (antes de 1250-1258)
- Berenguer VII de Cantallops † (1259-después de 1272)
- Bertrand † (mencionado en 1279)
- Bernardo Sala † (mencionado en 1280)
- Berenguer de Sainte-Foi † (1280-1290)
- Ramon de Costa † (antes del 24 de septiembre de 1290-después de 1310)
- Guillermo de Castillon, O.S.B. † (12 de julio de 1313-1317 falleció)
- Berenguer VIII † (4 de diciembre de 1317-1320? falleció)
- Berenguer Bajuli o Batlle † (3 de septiembre de 1320-27 de julio de 1332 nombrado obispo de Mallorca)
- Guy de Terrena, O.Carm. † (27 de julio de 1332-21 de agosto de 1342 falleció)
- Pedro Seguier † (25 de septiembre de 1342-? falleció)
- Bernardo Hugo de Sainte-Arthemie, O.S.A. † (16 de octubre de 1346-1347/1348 falleció)
- Bernardo Fournier † (14 de agosto de 1348-15 de enero de 1350 falleció)
- Esteban Malet, O.S.B. † (15 de enero de 1350-15 de febrero de 1352 nombrado obispo de Tortosa)
- Francesc de Montoliu † (18 de abril de 1352-12 de octubre de 1354 falleció)
- Juan Jouffroi (Jean du Jaurens) † (21 de noviembre de 1354-27 de febrero de 1357 nombrado obispo de Le Puy)
- Raimond de Salg † (21 de agosto de 1357-18 de junio de 1361 nombrado arzobispo de Embrun)
- Pedro de Planella † (18 de junio de 1361-24 de marzo de 1371 nombrado obispo de Barcelona)
- Pedro Cima, O.F.M. † (28 de abril de 1371-7 de agosto de 1377 nombrado obispo de Mallorca)
- Ramón de Escales, O.S.A. † (7 de agosto de 1377-17 de octubre de 1380 nombrado obispo de Lérida)
  - Dalmacio † (17 de octubre de 1380-? falleció) (obispo electo)
- Bartolomé Peyró, O.Carm. † (24 de octubre de 1384-después de 1406 falleció)
- Ramón Descatllar, O.S.B. † (24 de septiembre de 1408-19 de diciembre de 1408 nombrado obispo de Gerona)
  - Francesc Eiximenis, O.F.M. † (19 de diciembre de 1408-23 de enero de 1409 falleció) (administrador apostólico)
- Alfons de Eixea † (15 de mayo de 1409-23 de mayo de 1410 nombrado obispo de Vic)
- Jeronimo de Ocón † (23 de mayo de 1410-16 de noviembre de 1425 falleció)
- Juan Casanova, O.P. † (29 de diciembre de 1425-30 de octubre de 1430 creado cardenal)
  - Juan Casanova, O.P. † (30 de octubre de 1430-8 de agosto de 1431 renunció) (administrador apostólico)
- Galcerán de Albert, O.S.B. † (8 de agosto de 1431-? falleció)
- Juan Margarit i Pau † (23 de marzo de 1453-23 de septiembre de 1461 nombrado obispo de Gerona)
- Antoni de Cardona † (23 de septiembre de 1461-1467? falleció)
- Joan Pintor † (5 de octubre de 1467-1470? falleció)
- Charles de Saint-Gelais † (8 de agosto de 1470-1475 renunció)
- Charles de Martigny † (25 de octubre de 1475-20 de enero de 1495 nombrado obispo de Castres)
  - Cesare Borgia † (20 de enero de 1495-6 de septiembre de 1499 renunció) (administrador apostólico)
- Francisco Galcerán de Lloris y de Borja † (6 de septiembre de 1499-22 de julio de 1506 falleció)
  - Jaime Serra † (5 de septiembre de 1506-1513? renunció) (administrador apostólico)
- Juan Castellanos de Villalba † (19 de marzo de 1513-25 de mayo de 1515 nombrado obispo de Calahorra y La Calzada)
- Bernardo de Mesa, O.P. † (10 de septiembre de 1515-20 de febrero de 1521 nombrado obispo de Badajoz)
- Guillermo Valdenese † (14 de noviembre de 1524-2 de mayo de 1529 nombrado obispo de Coria)
- Fernando de Valdés † (24 de mayo de 1529-12 de enero de 1530 nombrado obispo de Orense)
  - Girolamo Doria † (12 de enero de 1530-2 de octubre de 1532 nombrado administrador de Huesca) (administrador apostólico)
- Jaime de Rich, O.S.B. † (3 de julio de 1534-1537 falleció)
- Jerónimo Requeséns † (23 de julio de 1537-5 de mayo de 1542 nombrado obispo de Tortosa)
- Fernando de Loazes, O.P. † (5 de mayo de 1542-6 de agosto de 1543 nombrado obispo de Lérida)
- Pedro Agustín y Albanell † (6 de agosto de 1543-8 de junio de 1545 nombrado obispo de Huesca)
- Miguel Puig † (8 de junio de 1545-22 de octubre de 1552 nombrado obispo de Urgel)
- Rafael Ubac † (17 de julio de 1555-1558 falleció)
- Lupe Martínez Lagunilla † (20 de julio de 1558-15 de diciembre de 1567 falleció)
- Pedro Mártir Coma, O.P. † (14 de enero de 1569-5 de marzo de 1578 falleció)
- Juan Terés y Borrull † (22 de mayo de 1579-14 de abril de 1586 nombrado obispo de Tortosa)
- Pedro Bonet Santamaría † (1 de octubre de 1586-1588 falleció)
- Agustín Gaillart, O.S.B. † (27 de julio de 1588-1590 falleció)
- Francisco Robuster Sala † (7 de enero de 1591-5 de mayo de 1598 nombrado obispo de Vic)
- Onofre Reart † (1 de febrero de 1599-3 de marzo de 1608 nombrado obispo de Vic)
- Antonio Gallart Traginer † (11 de marzo de 1609-19 de marzo de 1612 nombrado obispo de Vic)
- Francisco de Vera-Villavicencio, O. de M. † (18 o 28 de marzo de 1613-4 de julio de 1616 falleció)
- Federico Cornet † (13 de febrero de 1617-antes del 20 de noviembre de 1617 falleció)
- Ramón Ivorra † (20 de noviembre de 1617-5 de mayo de 1618 falleció)
- Rafael Ripoz, O.P. † (12 de noviembre de 1618-17 de diciembre de 1620 falleció)
- Francisco Senjust, O.S.B. † (9 de agosto de 1621-24 de agosto de 1622 nombrado obispo de Gerona)
- Pedro Magarola Fontanet † (26 de octubre de 1622-22 de marzo de 1627 nombrado obispo de Vic)
- Francisco López de Mendoza † (30 de agosto de 1627-19 de diciembre de 1629 falleció)
- Gregorio Parcero de Castro, O.S.B. † (12 de agosto de 1630-19 de diciembre de 1633 nombrado obispo de Gerona)
  - Sede vacante (1633-1636)
- Gaspar Prieto Orduña, O. de M. † (18 de febrero de 1636-30 de octubre de 1637 falleció)
- Francisco Pérez Roy † (21 de junio de 1638-3 de agosto de 1643 nombrado obispo de Guadix)
  - Sede vacante (1643-1668)
- Vincent de Margarit, O.P. † (12 de noviembre de 1668-21 de diciembre de 1672 falleció)
  - Sede vacante (1672-1676)
- Jean-Baptiste d'Étampes † (1676-12 de enero de 1682 nombrado obispo de Marsella)[nota 4]
- Louis Habert de Montmort † (12 de enero de 1682-23 de enero de 1695 falleció)
- Jean Hervé Basan de Flamenville † (12 de diciembre de 1695-5 de enero de 1721 falleció)
  - Antoine Boivin de Vaurouy † (1721-1722 renunció) (obispo electo)
  - Sede vacante (1721-1726)
- Jean Mathias Barthélemy de Gramont de Lanta † (8 de abril de 1726-10 de julio de 1743 falleció)
- Charles-François-Alexandre de Cardevac d'Havrincourt † (16 de diciembre de 1743-1 de marzo de 1783 falleció)
- Jean Gabriel D'Agay † (1 de marzo de 1783 por sucesión-28 de agosto de 1788 falleció)
- Antoine-Félix de Leyris d'Esponchez † (15 de diciembre de 1788-13 de julio de 1801 falleció)
  - Sede suprimida (1801-1822)
- Jean-François de Saunhac-Belcastel † (17 de noviembre de 1823-9 de diciembre de 1853 falleció)
- Philippe-Olympe Gerbet † (7 de abril de 1854-7 de agosto de 1864 falleció)
- Etienne-Emile Ramadié † (27 de marzo de 1865-26 de junio de 1876 nombrado arzobispo de Albi)
- Joseph-Frédéric Saivet † (26 de junio de 1876-30 de junio de 1877 falleció)
- Jean-Auguste-Emile Caraguel † (21 de septiembre de 1877-23 de julio de 1885 falleció)
- Noël-Mathieu-Victor-Marie Gaussail † (10 de junio de 1886-16 de febrero de 1899 falleció)
- Jules-Louis-Marie de Carsalade du Pont † (14 de diciembre de 1899-29 de diciembre de 1932 falleció)
- Henri-Marius Bernard † (7 de diciembre de 1933-18 de noviembre de 1959 falleció)
- Joël-André-Jean-Marie Bellec † (15 de junio de 1960-2 de septiembre de 1971 renunció)
- Henry-Camille-Gustave-Marie L'Heureux † (3 de febrero de 1972-30 de noviembre de 1981 renunció)
- Jean-Berchmans-Marcel-Yves-Marie-Bernard Chabbert, O.F.M. † (17 de julio de 1982-16 de enero de 1996 retirado)
- André Louis Fort (16 de enero de 1996 por sucesión-28 de noviembre de 2002 nombrado obispo de Orléans)
- André Marceau (13 de enero de 2004-6 de marzo de 2014 nombrado obispo de Niza)
- Norbert José Henri Turini (18 de octubre de 2014-9 de julio de 2022 nombrado arzobispo de Montpellier)
- Thierry Scherrer, desde el 11 de abril de 2023